# Hockey Novara 1979
Questa voce raccoglie le informazioni riguardanti l'Hockey Novara nelle competizioni ufficiali della stagione 1979.

## Maglie e sponsor
| 1ª divisa | 1ª div. portiere |

## Rosa
| N° | Naz.              | Ruolo | Sportivo              |  |  |  |
| -- | ----------------- | ----- | --------------------- |  |  |  |
| ?  | Italia (bandiera) | E     | Beniamino Battistella |  |  |  |
| ?  | Italia (bandiera) | E     | Roberto Borrini       |  |  |  |
| ?  | Italia (bandiera) | E     | Brignoni              |  |  |  |
| ?  | Italia (bandiera) | E     | Dionigi De Grandis    |  |  |  |
| ?  | Italia (bandiera) | E     | Giulio Fona           |  |  |  |
| ?  | Italia (bandiera) | P     | Piergiorgio Givoni    |  |  |  |
| ?  | Italia (bandiera) | E     | Mancin                |  |  |  |
| ?  | Italia (bandiera) | E     | Perego                |  |  |  |
| ?  | Italia (bandiera) | P     | Mario Romussi         |  |  |  |
| ?  | Italia (bandiera) | E     | Roberto Scacchetti    |  |  |  |

- Allenatore:  Beniamino Battistella